# 鶴藪村

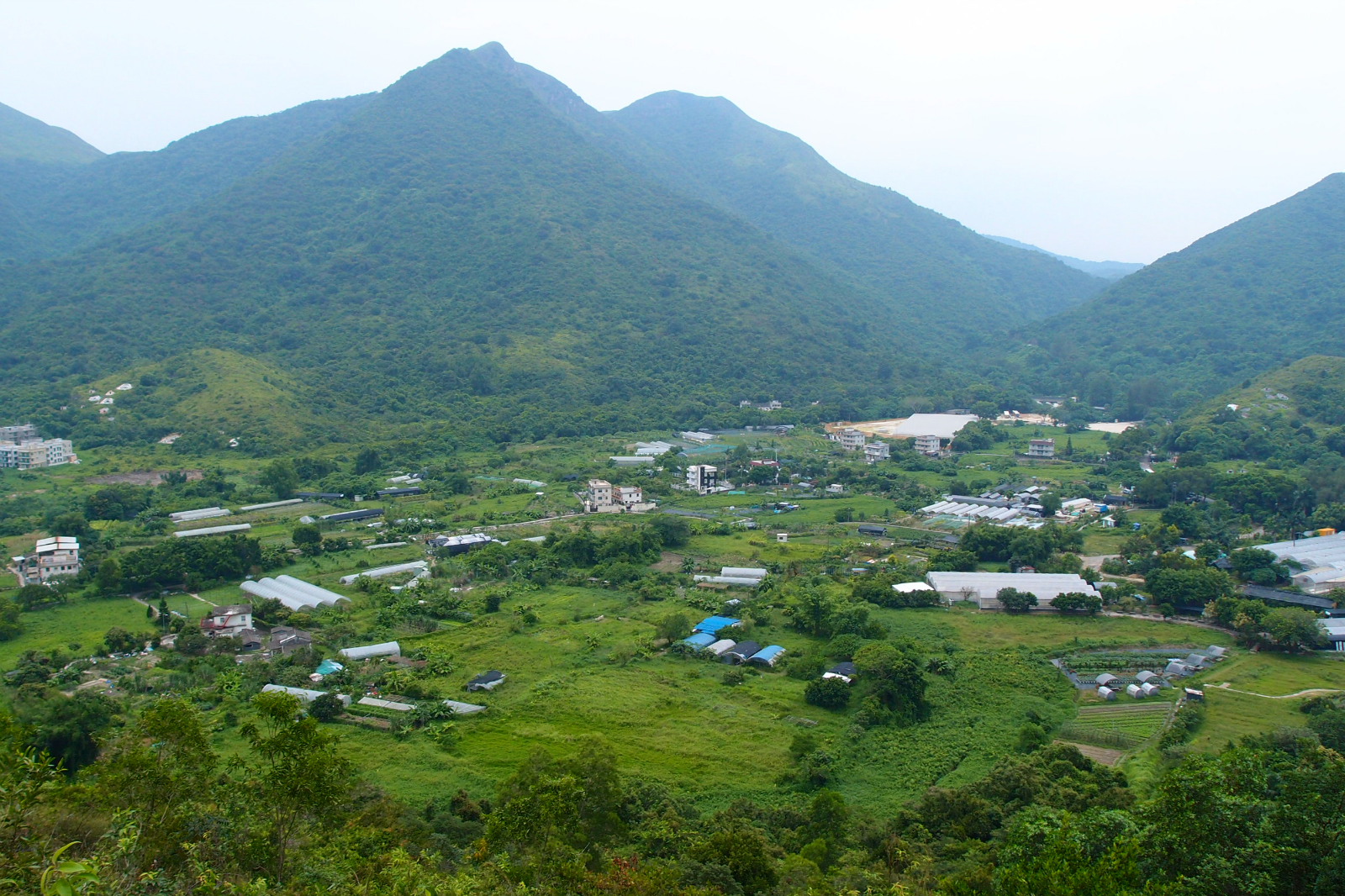
鶴藪村，攝自鶴藪郊遊徑

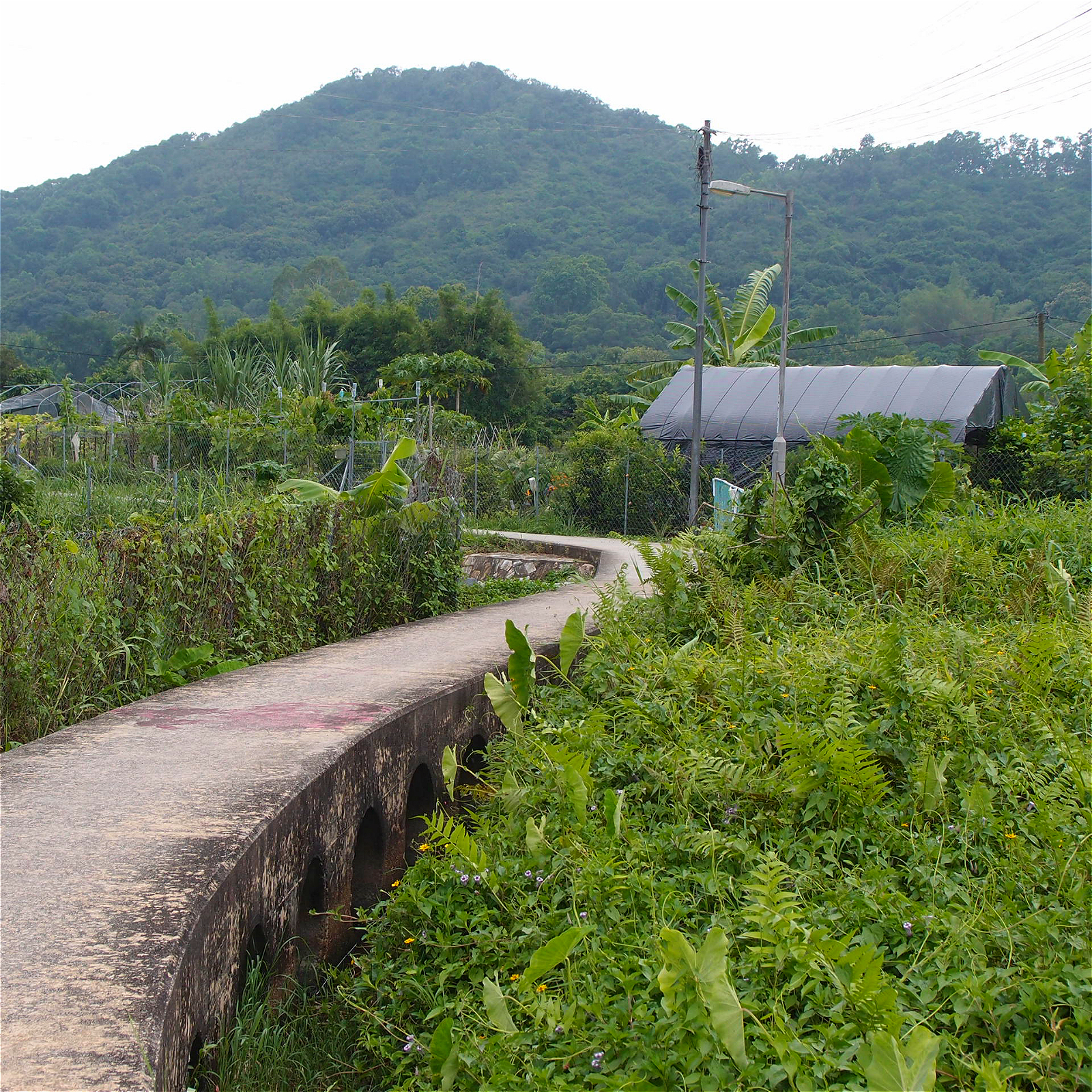
鶴藪村內的農地

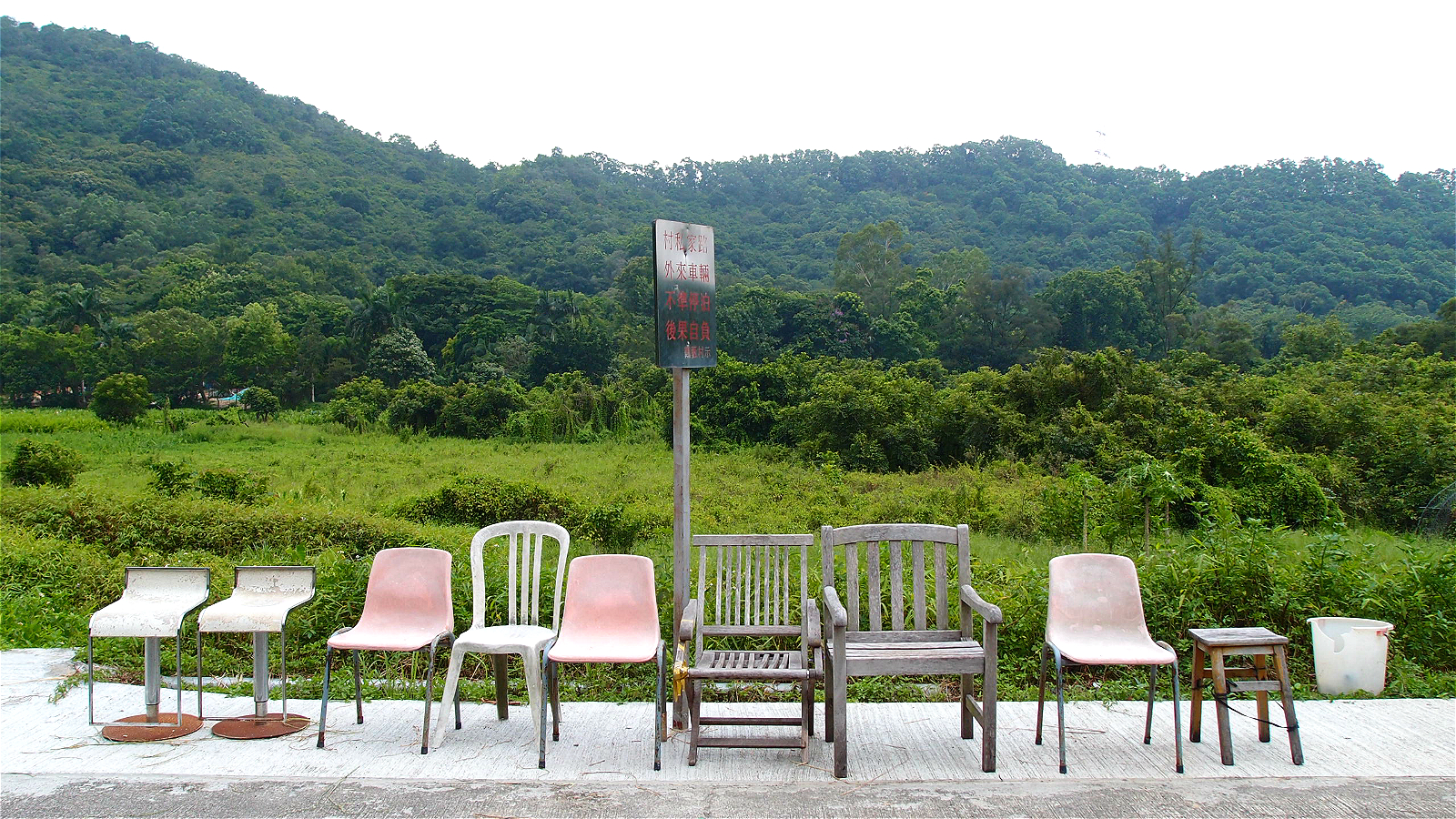
鶴藪村小巴總站的站牌已倒塌多年，只剩一行椅子標示小巴站的位置。

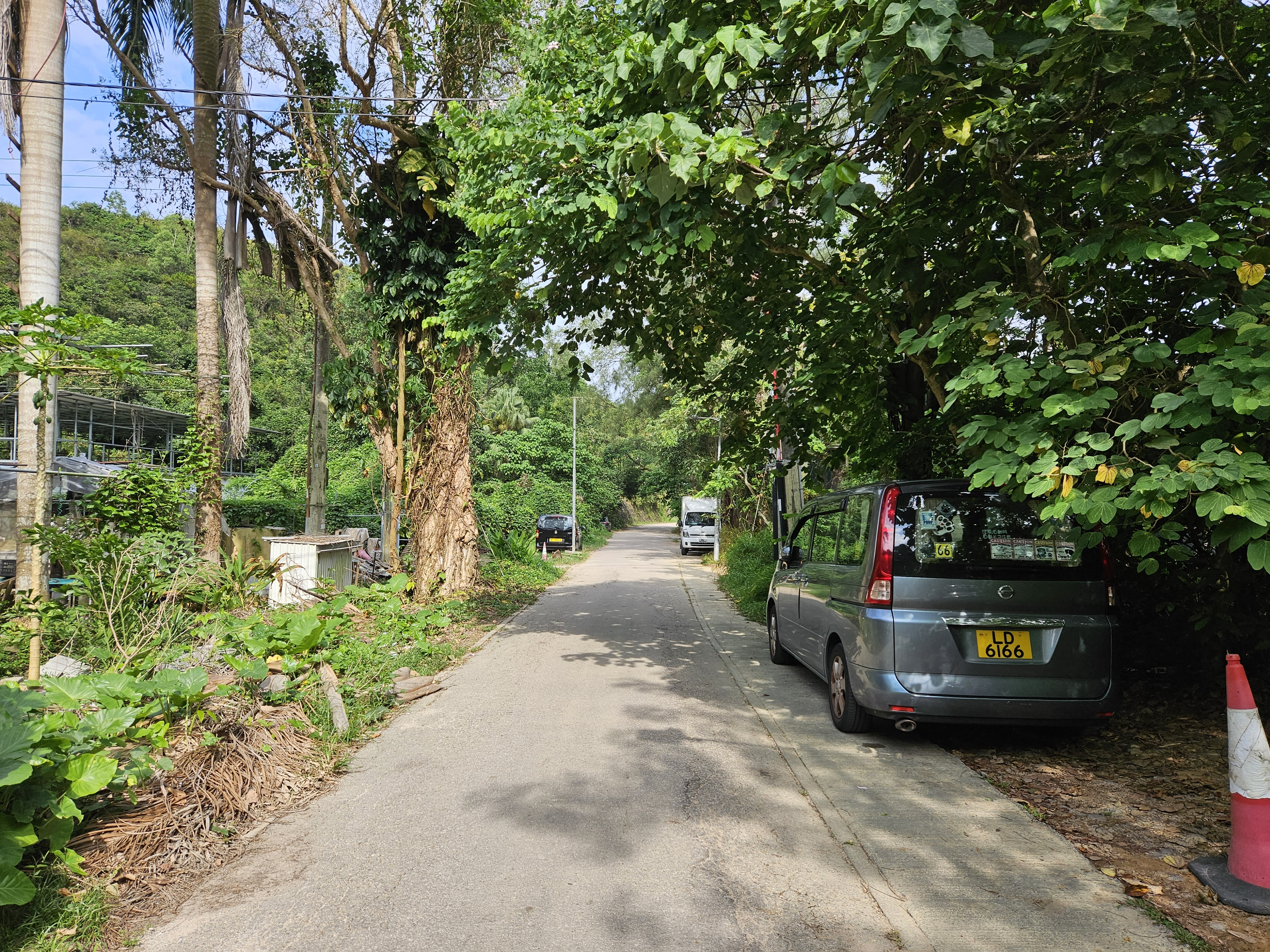
鶴藪道

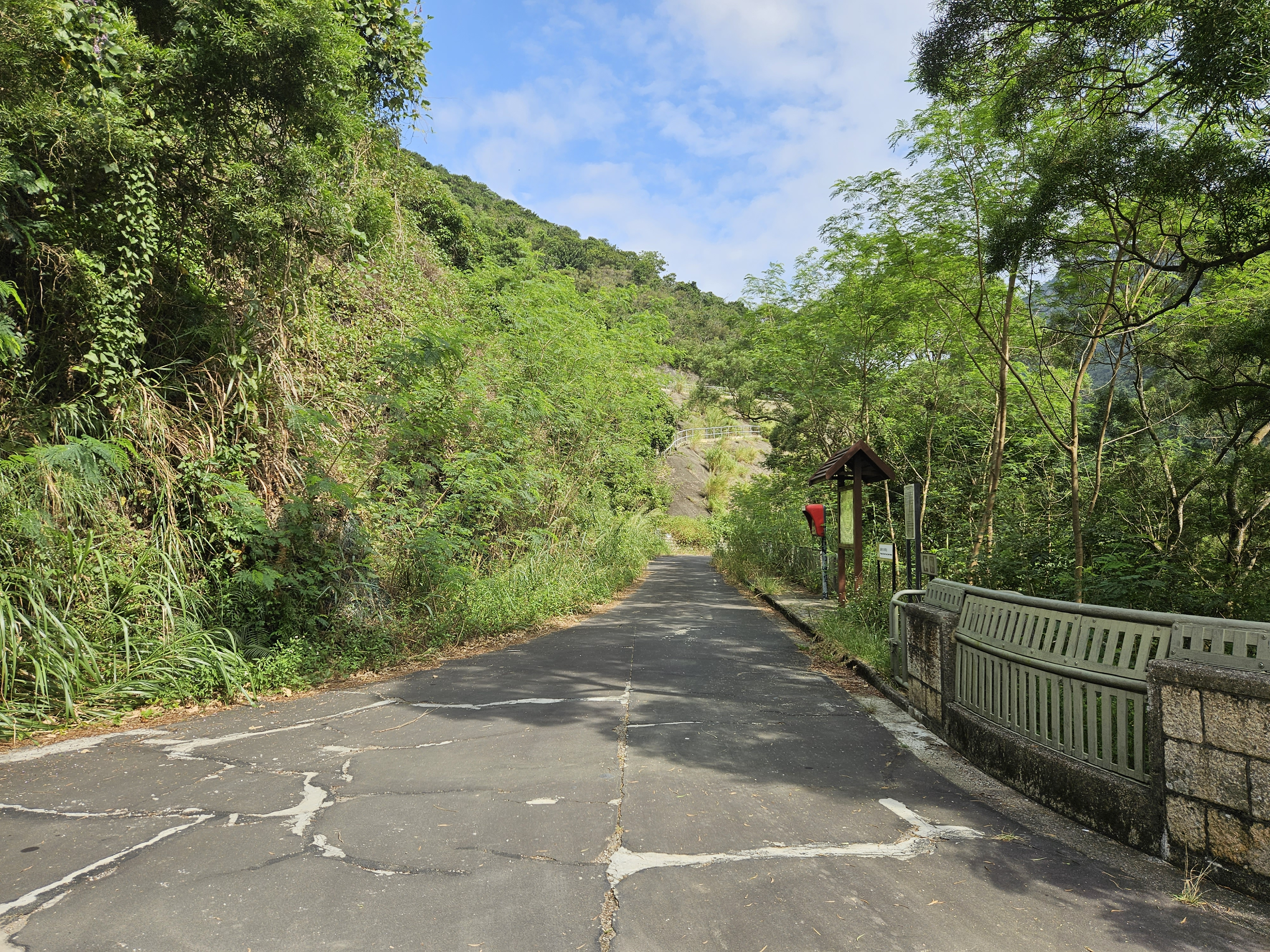
鶴藪道近鶴藪水塘家樂徑

鶴藪村（Hok Tau Tsuen，地政總署命名為鶴藪圍）是香港新界粉嶺區的一條鄉村，位於八仙嶺郊野公園西北邊緣，建村凡四百年，村內兩大氏族劉氏和鄧氏均源自沙頭角。
相傳張保仔的部下曾藏珠寶於此，故稱為珠藪（粵音「手」或「鬥」），藪是聚集之意，即巢或窩；又因山巒環抱，常有烏鶴覓食，美其名而稱鶴，兩字合併，稱為鶴藪。然而，離建村族氏發源地沙頭角不遠的深圳南澳，也有一條鶴藪村，同樣由劉氏所建，明洪武元年已有記述，粉嶺鶴藪村之名或許只是沿用南澳村名。
香港日佔時期，鶴藪村曾經是東江縱隊港九大隊的基地之一，何禮文、戴斯德及譚偉程皆曾居於此。因村落交通不便，不少村屋荒廢，其中1996年李澤鉅被張子強綁架，也是匿藏於鶴藪村一個廢置雞場。
全盛時期，鶴藪白菜（俗稱「學斗白」）與白泥蘿蔔、八鄉老薑、昂平茶葉、南涌蓮藕、打鼓嶺大頂苦瓜（俗稱「雷公鑿」）和川龍西洋菜曾經是香港農業特產。今天村內有綠田園基金的總部和農場，周邊有鶴藪水塘和鶴藪營地。

### 書籍
- 彭華（2001），粉嶺區鄉村尋根歷史探究，粉嶺區鄉事委員會，香港。